# Scotty Barnhart
William 'Scotty' Barnhart (Atlanta, 27 oktober 1964) is een Amerikaanse jazz-trompettist, componist en arrangeur. Hij is leider van het Count Basie Orchestra.

## Biografie
Barnhart speelt sind 1993 bij dat orkest, in september 2013 werd hij de leider van de band als opvolger van Dennis Mackrel. Daarnaast heeft hij zijn eigen kleinere groepen. Hij speelde met en/of nam op met onder andere Frank Sinatra, Diana Krall, Freddie Hubbard, Nat Adderley, Marcus Roberts, Quincy Jones, Barbra Streisand en het Duke Ellington Orchestra. Hij is sinds 2003 professor van het conservatorium aan Florida State University en geeft gastcolleges over de hele wereld. Hij is een kenner op het gebied van de jazztrompet en de jazzgeschiedenis en schreef hier een boek over.  

## Discografie
als leider:
- Say It Plain, Unity Music, 2009

## Boeken
- The World of Jazz Trumpet: A Comprehensive History and Practical Philosophy, uitgever Hal Leonard, 2005.